# Anita Barone
Anita Louise Barone (Saint Louis, 25 settembre 1964) è un'attrice statunitense.

## Filmografia parziale

### Cinema
- I delitti del rosario (The Rosary Murders), regia di Fred Walton (1987)
- Verdetto finale (Ricochet), regia di Russell Mulcahy (1991)
- Just Friends, regia di Maria Burton (1996)
- Un sogno in fondo al mare (Dream with the Fishes), regia di Finn Taylor (1997)
- Equivoci d'amore (Just Write), regia di Andrew Gallerani (1997)
- Running Time, regia di Josh Becker (1997)
- Una moglie ideale (The Sex Monster), regia di Mike Binder (1999)
- Buttleman, regia di Francis Stokes (2003)
- One Last Ride - L'ultima corsa (One Last Ride), regia di Tony Vitale (2004)
- Little Women, Big Cars, regia di Melanie Mayron (2012)
- Little Women, Big Cars 2 (2012)

### Televisione
- Carol & Company (1990-1991) - 34 episodi
- Friends – serie TV,  (1994) - 1 episodio
- Ritorno a Wounded Heart (Wounded Heart) (1995) - film TV
- The Jeff Foxworthy Show (1995-1996) - 18 episodi
- Cinque in famiglia (Party of Five) (1996-1997) - 2 episodi
- Life... and Stuff (1997) - 3 episodi
- Grown-Ups (1998) - film TV
- Beyond Belief: Fact or Fiction (1998) - 2 episodi
- Mammi si diventa (Daddio) (2000) - 15 episodi
- The War at Home (2005-2007) - 44 episodi
- Castle – serie TV, episodio 2x06 (2009)
- A tutto ritmo (Shake It Up) (2010-2013) - 25 episodi
- Brews Brothers (2020) - 2 episodi

## Doppiatrici italiane
Nelle versioni in italiano delle opere in cui ha recitato, Anita Barone è stata doppiata da:
- Francesca Fiorentini in Carol & Company
- Emanuela Baroni in Castle
- Giò Giò Rapattoni in K.C. Agente Segreto